# Freileitungs-Monitoring
Freileitungs-Monitoring (Abkürzung FLM), auch Freileitungs-Temperatur-Monitoring oder witterungsabhängiger Freileitungsbetrieb, ist ein Regelungsverfahren in Stromnetzen, mit dem die Übertragungskapazität von Freileitungen besser ausgenutzt wird.

## Definition und Nutzen
Die Übertragungskapazität von Freileitungen wird durch die maximale Betriebstemperatur des Leiterseils begrenzt. Haupteinflussfaktoren für diese Betriebstemperatur sind der Stromfluss im Leiter und die klimatischen Umgebungsbedingungen. Bei einer ohne FLM betriebenen Freileitung wird der Stromfluss anhand eines konservativ festgelegten Normklimas begrenzt. Statt der Annahme eines Normklimas wird beim Freileitungs-Monitoring die Betriebstemperatur entweder direkt gemessen, oder die Kühlwirkung des Wetters wird entlang der Trasse anhand realer Klimadaten modelliert.
Freileitungs-Monitoring wird besonders auf bestehenden Trassen des Höchstspannungsnetzes eingesetzt und kann deren nutzbare Übertragungskapazität um bis zu 50 % der Nennleistung erhöhen. Wegen des Ausbaus der Erneuerbaren Energien besonders mit Windkraftanlagen ist es erforderlich, die Kapazität der Übertragungsnetze vor allem in der Nord-Süd-Flussrichtung zu erhöhen. Freileitungs-Monitoring ist neben der Verwendung von Hochtemperatur-Leiterseilen das Hauptmittel dazu. Es kann unter Umständen helfen, den Neubau von Trassen zu vermeiden.

## Hintergrund
Die Übertragungskapazität von Freileitungen, bezogen auf den Leiterquerschnitt auch Strombelastbarkeit genannt, ist der maximale Stromfluss, der unter Einhaltung von Sicherheitsbestimmungen dauerhaft erreicht werden kann. Bei gegebenem Material und Leitungsdurchmesser des Leiterseils wird die Übertragungskapazität durch die Leiterseiltemperatur begrenzt. Eine Betriebstemperatur größer als 80 °C muss dabei nach EN 50182 vermieden werden, da darüber der Seildurchhang infolge von Wärmeausdehnung zu groß wird, und dadurch ein Kontakt der Leitung mit Boden oder Vegetation bzw. Überschlag droht. Auch kann das Seilmaterial durch stark erhöhte Temperaturen seine Festigkeit verlieren.
Neben dem Wärmeeintrag durch den Widerstand, den der elektrische Strom im Leiterseil erfährt, ist die Kühlung (seltener auch Erwärmung) durch die Umgebung der andere wesentliche Faktor für die Leiterseiltemperatur. Die dafür wesentlichen Faktoren sind Umgebungstemperatur, Windgeschwindigkeit, Sonneneinstrahlung und Niederschlag. Die Luftfeuchte spielt während der warmen Jahreszeiten keine wesentliche Rolle. Eine Eisschicht auf den Leitungen, wie sie in kalten Jahreszeiten auftreten kann, hat einen wesentlichen Einfluss auf den Wärmehaushalt des Leiterseils. Der Winter ist jedoch im Sinne der maximalen Leiterseiltemperatur kein auslegungsrelevanter Betriebszustand.
In der Europäischen Norm EN 50182 („Leiter für Freileitungen – Leiter aus konzentrisch verseilten runden Drähten“) wird die Dauerstrombelastbarkeit festgelegt, die unter der Worst-Case-Annahme eines heißen Sommertages ohne Wolken und praktischer Windstille zur Einhaltung der maximal zulässigen Leiterseiltemperatur führt. Dadurch werden die Mindestabstände des Leiters zum Boden oder anderen Objekten eingehalten. Diese Umgebungsbedingungen sind in der Norm auf 35 °C Außentemperatur, volle Globalstrahlung mit 900 W/m² und 0,6 m/s Windanströmung rechtwinklig zum Leiter gemäß EN 50341 („Freileitungen über AC 45 kV“) festgelegt. Solche klimatischen Bedingungen kommen in Mittel- und Nordeuropa nur selten vor. Dadurch werden dort Freileitungen meist mit erheblicher Übertragungsreserve betrieben.

## Verfahren
Beim Freileitungs-Monitoring verzichtet man auf die statischen Worst-Case-Annahmen gemäß EN 50182 und überwacht stattdessen Klimadaten entlang der Trasse und gegebenenfalls die Betriebstemperatur der Leiterseile. Bei günstigen Witterungsbedingungen, beispielsweise Starkwind oder niedriger Außentemperatur, können die Leiter stärker belastet werden, als es unter klimatischen Normbedingungen der Fall wäre. Das Problem überlasteter Übertragungsnetze tritt in Mitteleuropa besonders seit Beginn des starken Ausbaus der Erneuerbaren Energien bei Windenergiespitzen auf. Die besonders leistungsfähigen Windkraftanlagen befinden sich in Überschussgebieten mit starkem Wind und wenigen Verbrauchern. Gerade zu Zeiten von hohem Übertragungsbedarf durch starke Windenergieeinspeisung herrscht naturgemäß auch viel kühlender Wind. So kann durch FLM die Strombelastbarkeit von Freileitungen in Küstennähe um bis zu 50 % erhöht werden.
Beim Freileitungs-Monitoring wird direkt oder indirekt die Leiterseiltemperatur gemessen. Die Messung geschieht punktweise mit Sensoren oder integrativ über die Gesamtlänge eines überwachten Abschnitts. Die Messsignale werden von den Aufnehmern zum Leitstand übertragen. Im Leitstand werden die Messsignale verarbeitet. Dazu dient eine spezielle Software, die neben den Messsignalen auch den Zustand des Systems selbst (z. B. Batteriereichweite) überwacht. Aus den Anzeigen dieser Software ist ersichtlich, mit wie viel Prozent Auslastung eine Leitung gefahren wird. Da thermodynamische Systeme eine Trägheit besitzen, kommt dazu bei manchen Systemen eine Prognosefunktion, die sich aus Wettervorhersagen und dem Stromfahrplan speist. Mit dieser Information kann im Leitstand die Übertragungslast gesteuert werden. Bei neugebauten Übertragungsleitungen kann FLM von vornherein in den Leitstand und dessen Software integriert werden.

### Messverfahren
Es existieren verschiedene Verfahren zur Ermittlung der Leiterseiltemperatur und des Seildurchhangs. Diese unterscheiden sich nach:
- Messgröße: Temperaturmessung vs. Messung einer anderen physikalischen Größe, aus der die Temperatur abgeleitet werden kann.
- Abstand zum Messobjekt: direkte Temperaturmessung mit Kontakt zum Leiterseil vs. Abstandsmessung
- Messverfahren: Welches physikalische Messverfahren wird eingesetzt?
- Bezugslänge: Messung an einem Messpunkt vs. Messung über einen Abspannabschnitt oder die ganze Leitung hinweg
- Messauflösung: integrativ über die Bezugslänge vs. aufgelöst an diskreten Punkten

Es existieren folgende Messverfahren:
| Verfahren                                                                      | Messgröße                                                 | Abstand zum Messobjekt | Messverfahren | Bezugslänge | Messauflösung |
| ------------------------------------------------------------------------------ | --------------------------------------------------------- | --- | --- | --- | --- |
| Seilzugmessung durch Kraftmessdosen                                            | Zugkraft im Leiterseil                                    | Direkt, die Kraftmessdosen werden mit Gabellaschen an das Seil angeschlossen | Piezoelektrisch | Je ein Seilfeld zwischen zwei Pylonen | Integrierend |
| Temperaturmessung durch Thermoelemente                                         | Temperatur im Leiterseil                                  | Direkt, die Thermoelemente sind im oder am Seil | Thermoelektrizität | Punktmessung je Sensor | Nah-Temperaturfeld um Sensor (cm-Bereich), praktisch wird die Auflösung durch die angebrachte Anzahl der Sensoren bestimmt |
| Temperaturmessung mit DTS                                                      | Temperatur im Leiterseil                                  | Direkt, die Glasfasern sind in den Kern des Leiterseils eingewoben | Raman-Effekt, Faser-Bragg-Gitter, Brillouin-Streuung | Über mehrere Kilometer hinweg | Auf ca. einen Meter genau                                                                                                  |
| Temperaturmessung durch funkabfragbare Oberflächenwellen-Sensoren              | Oberflächentemperatur des Leiterseils                     | Direkt, die Sensoren befinden sich am Leiterseil und werden fernabgefragt | AOW-Sensoren | Punktmessung je Sensor | Es können mehrere Sensoren mit einer Antenne abgefragt werden, ansonsten Punktauflösung per Sensor                         |
| Temperaturmessung mit Thermovisionskameras                                     | Oberflächentemperatur des Leiterseils                     | Indirekt, die Kameras befinden sich am Boden oder am Mast | Thermografie | Vom Bildwinkel des Objektivs der Thermovisionskamera erfasster Seilabschnitt | Durch die geringe Auflösung des Wärmebildsensors mindestens einige Meter                                                   |
| Temperaturbestimmung durch thermostatisches Seilmodell                         | Strom und Verlustleistung                                 | Indirekt, aus der gemessenen Verlustleistung ergibt sich die Temperatur | | | |
| Durchhangberechnung aus Stromhöhe und Wetterdaten von verteilten Messstationen | Strom und Wetterdaten (siehe nächste Zeile)               | Indirekt, aus dem gemessenen Strom und Wetterdaten ergibt sich die Temperatur | | | |
| Messung von Wetterdaten an der Trasse                                          | Umgebungstemperatur, effektive Windstärke, Wärmestrahlung | Indirekt, die Wetterdaten fließen in ein Modell ein. Die Wetterstationen haben einen Abstand zum Leiterseil, sind zur Erfassung des Mikroklimas zumindest auf Höhe des Seils angebracht. | Gängige sensorgestützte Messverfahren für Temperatur. Windgeschwindigkeit muss senkrecht zum Seil gemessen werden. Messung der Wärmestrahlung kann mit solargestützter Energieversorgung kombiniert werden. | Es wird ein um die Wetterstation konstantes Mikroklima angenommen. Beschränkung auf kritische Trassenabschnitte ist möglich. Dort ist eine Wetterstation pro zwei Seilfelder üblich. | Ein bis zwei Kilometer, je nach Verteilung der Wetterstationen                                                             |
| Bodenabstandsmessung durch Laser- oder Ultraschallverfahren                    | indirekt, Abstand Leiterseil zu Boden                     | indirekt, Abstand Messpunkt zu Sensor bis zu einem Kilometer | trigonometrisches Verfahren, Messung mit Handgeräten oder Airborne Laserscanning | Maximaler Durchhang in einem Seilfeld, bzw. Abstand zu kritischen Bäumen o. ä. | kritischer Abstand per Seilfeld, keine kontinuierliche Messung.                                                            |
| Durchhang- und Windmessung durch Seilvibrationsverfahren                       | Effektive Windstärke, Strom                               | Direkt, die Sensoren befinden sich am Leiterseil und werden fernabgefragt | Beschleunigungssensoren und Rogowski-coil | Messung an kritischen Trassenabschnitten über mehrere Kilometer zwischen den Sensoren                                                                                                | ±20 cm Durchhanggenauigkeit.                                                                                               |

Manche dieser Verfahren werden auch kombiniert. Das Seilzugverfahren (z. B. CAT-1) und die Verwendung von Wetterstationen in Kombination mit der Verlustleistungsmessung sind die beiden gängigsten Verfahren.

### Übertragung der Signale
Das Messsignal muss störungsfrei und zuverlässig vom Sensor zum Leitstand übertragen werden. Dazu sind am Mast Signalkabel üblich, von dort zum Leitstand wird meist GPRS verwendet. Am Leitstand werden die Signale in SCADA-Formate umgewandelt. Die Sensoren und Kommunikationselemente brauchen eine Energieversorgung, die möglichst autark sein soll. Üblich ist die batteriegepufferte Solarversorgung, alternativ kann auch die Energie induktiv vom Leiterseil bezogen werden.

## Umsetzung
Versuche zum Freileitungs-Monitoring begannen in den USA in den 1960ern. Der erste praktische Einsatz erfolgte dort 1991 bei Virginia Power. Beim System CAT-1 wird die Seiltemperatur nicht direkt gemessen, sondern der Seildurchhang wird mit Kraftmesszellen ermittelt. Durch die Zerlegung der gemessenen Seilzugkraft in eine horizontale und vertikale Komponente wird der Winkel und damit der Durchhang des Seils bestimmt. Zusätzlich zur Seilkraftmessung wird die lokale Temperatur an den Aufnahmegeräten erfasst. Das System muss häufig kalibriert werden, bei Windspitzen wird das Ergebnis verfälscht. Auch können lokale Temperaturspitzen, die zu Materialermüdung führen können, nicht erfasst werden. CAT-1 wird mit Stand 2011 weltweit 400 Mal von etwa 100 Übertragungsnetzbetreibern eingesetzt, 16 auch in Europa.
1995 publizierte Edmund Handschin, Professor für Energiesysteme an der TU Dortmund, die Belastbarkeit von Leiterseilen in Abhängigkeit von Windgeschwindigkeit und Lufttemperatur. Bei einer Windgeschwindigkeit von 10 m/s, also 36 km/h und damit mäßigem Wind, verdoppelt sich die zulässige Dauerstrombelastung gegenüber den Werten in der Norm EN 50182.
Beginnend 2003 führte Alpiq (damals Atel) zusammen mit Swissgrid einen sechs Jahre andauernden FLM-Feldversuch an der Lukmanierleitung durch. Ziel war der Vergleich verschiedener FLM-Methoden. Die etwa 100 km lange Lukmanierleitung führt durch drei verschiedene Klimazonen, in denen sich je eine Messstation befand. Die Station Erstfeld liegt im gemäßigten Klima, die Station Rueras im alpinen und die Station Cugnasco im mediterranen Klima. Dabei wurden Systeme der Art PowerDonut (lokale Durchfluss- und Temperaturmessung), CAT-1 und Line Thermal Monitoring (LTM) eingesetzt. Beim letztgenannten Verfahren wird aus genauen Messungen des Wirkleistungsverlusts zwischen zwei Stationen der Leitungswirkwiderstand ermittelt. Daraus lässt sich der globale Durchschnitt der Leiterseiltemperatur berechnen. Wichtige Erkenntnisse des Versuchs waren die hohe Abhängigkeit der Kühlwirkung des Windes von der Anströmrichtung. Bei hohen Windstärken erwies sich das System CAT-1 als nicht zuverlässig, da die Seilkraftmessung nicht zwischen der durch Seillängung veränderlichen Horizontalkomponente der Kraft und der zusätzlich aufgebrachten Windlast unterscheiden kann. Das System LTM erwies sich bei hohem Stromfluss und präziser Kalibrierung als brauchbar für die Messung der globalen Seilleitertemperatur-Tendenz, besonderer Vorteil ist das Auskommen ohne zusätzliche Hardware-Installationen.
Ab 2006 führte E.ON Netz in Schleswig-Holstein auf der 110-kV-Leitung Niebüll–Flensburg einen FLM-Feldversuch durch. Dadurch konnte die Übertragungskapazität dieser Freileitung abhängig vom Wetter zeitweise um bis zu 50 % gesteigert werden. Darauf folgten weitere Feldversuche in Norddeutschland mit 110-, 220- und 380-kV-Leitungen. Die Klimadaten wurden entlang der Trasse erhoben oder von meteorologischen Dienstanbietern bezogen. Darauf wurde mittels eines Modells in Echtzeit die aus Widerstands-Wärmeeintrag und klimatischer Kühlung resultierende Leitertemperatur errechnet. Diese Daten wurden der Netzleitstelle zur Verfügung gestellt, wo die Übertragung entsprechend erhöht werden kann. Mit Stand 2011 hatte TenneT unter Einsatz von 55 Mio. Euro Investitionen mehr als 900 km Höchstspannungsleitungen und 20 Umspannwerke von Hamburg bis Gießen auf wettergeführtes FLM umgerüstet.
Bei dem von TenneT gewählten wettergeführten Verfahren mussten im Modell gewisse Sicherheitsannahmen getroffen werden. Durch direkte Messung der Leitertemperatur könnte die Übertragungskapazität noch weiter erhöht werden. Dazu kann die faseroptische Temperaturmessung (DTS) eingesetzt werden, die in den USA für FLM in Einsatz ist. Wenn die faseroptische Temperaturmessung mit der Messung der Verformung („strain“) kombiniert wird, wird das Verfahren DTSS („Distributed Temperature and Strain Sensing“) genannt. Der zur Messung entlang der Strecke benötigte Lichtwellenleiter wird in das Leiterseil eingebettet. 2005 wurde bei einem Pilotversuch mittels unimodalem DTS/DTSS auf einer Freileitungsstrecke von 16,7 km Länge Messungen durchgeführt, wobei mit DTS nach 15 Minuten eine Temperaturauflösung von 0,7 °C erreicht wurde, die sich nach zwei Stunden auf 0,3 °C verringerte. Messergebnisse lagen dabei in einem 1 m-Raster mit einer räumlichen Auflösung von zwei Metern vor. Mit DTSS wurde gleichzeitig die Dehnung des Leiterseils gemessen, wobei eine Messgenauigkeit von 20 µm/m mit einer räumlichen Auflösung von 1,5 m erreicht wurde.
Die von der halbstaatlichen DENA 2010 veröffentlichte Netzstudie II geht in ihrer Netzprognose vom Einsatz zweier technischer Möglichkeiten zur Erhöhung der Strombelastbarkeit von Freileitungen aus: Freileitungsmonitoring (FLM) und Hochtemperaturseile (TAL). Allerdings steigt die Übertragungskapazität durch FLM im Starkwindszenario nur im Norden um 50 %; aufgrund abnehmender Wetterkorrelation, schwächerer Winde und des abschirmenden Effekts von Vegetation werden in der Mitte Deutschlands 30 % und im Süden nur 15 % erwartet. Die Schlussfolgerungen von DENA und den vier großen Übertragungsnetzbetreibern aus der Netzstudie II wurden kritisiert, weil sie die Optimierungspotenziale in bestehenden Leitungen auf FLM mit Wetterführung und TAL-Hochtemperaturseile beschränkt. Mit direkter Leitertemperatur-Messung und ACCC- oder ACCR-Hochtemperaturseilen ließe sich mehr erreichen, und der Bedarf für teure und in der Bevölkerung umstrittene Neubautrassen würde entsprechend sinken.
Beim VDE entwickelt die Projektgruppe Witterungsabhängiger Freileitungsbetrieb des Forums Netztechnik/Netzbetrieb (FNN) eine VDE-Anwendungsregel, die 2011 als VDE-AR-N 4210-5 Witterungsabhängiger Freileitungsbetrieb veröffentlicht wurde.